# Candomblé

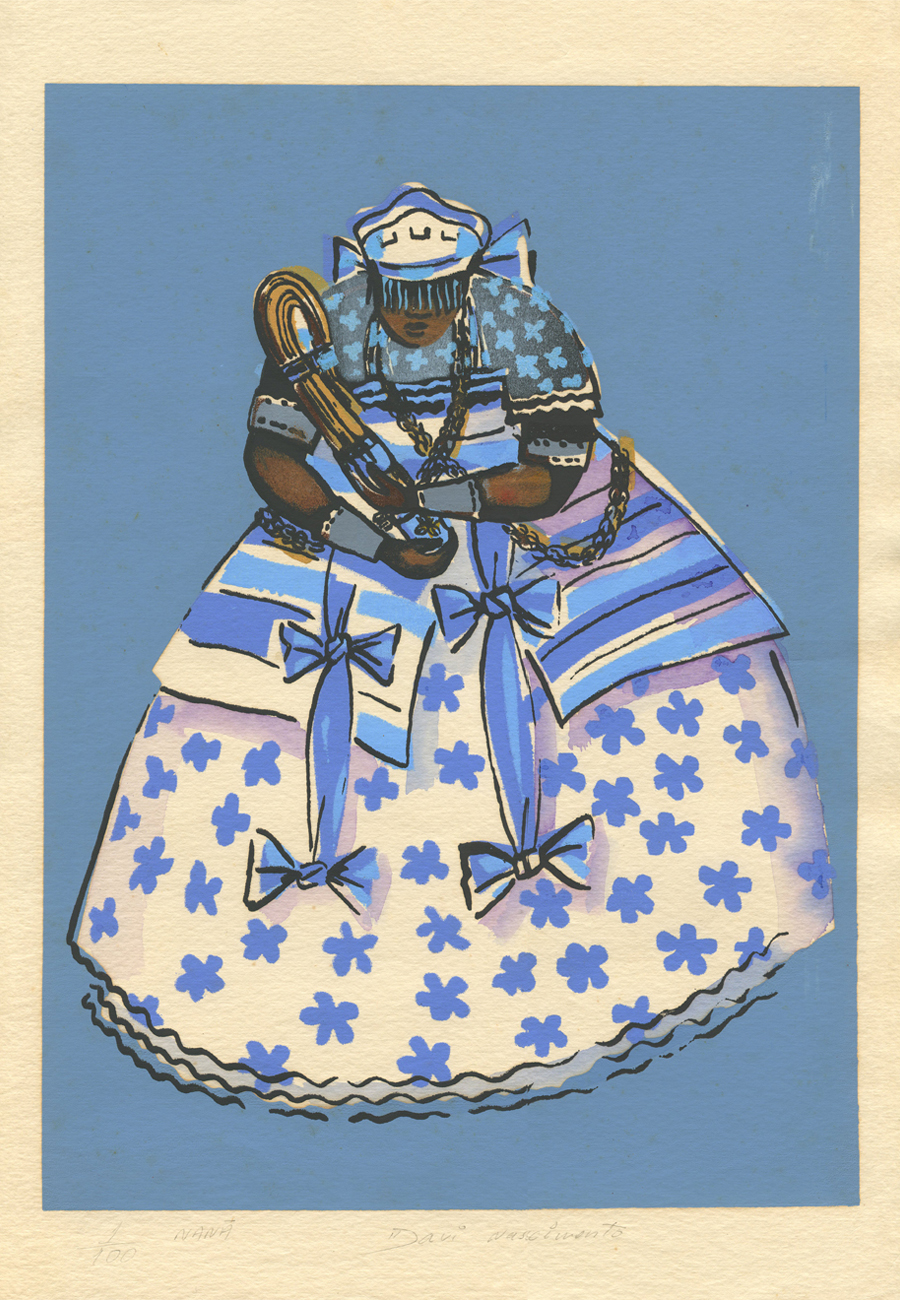
Nana Buluku

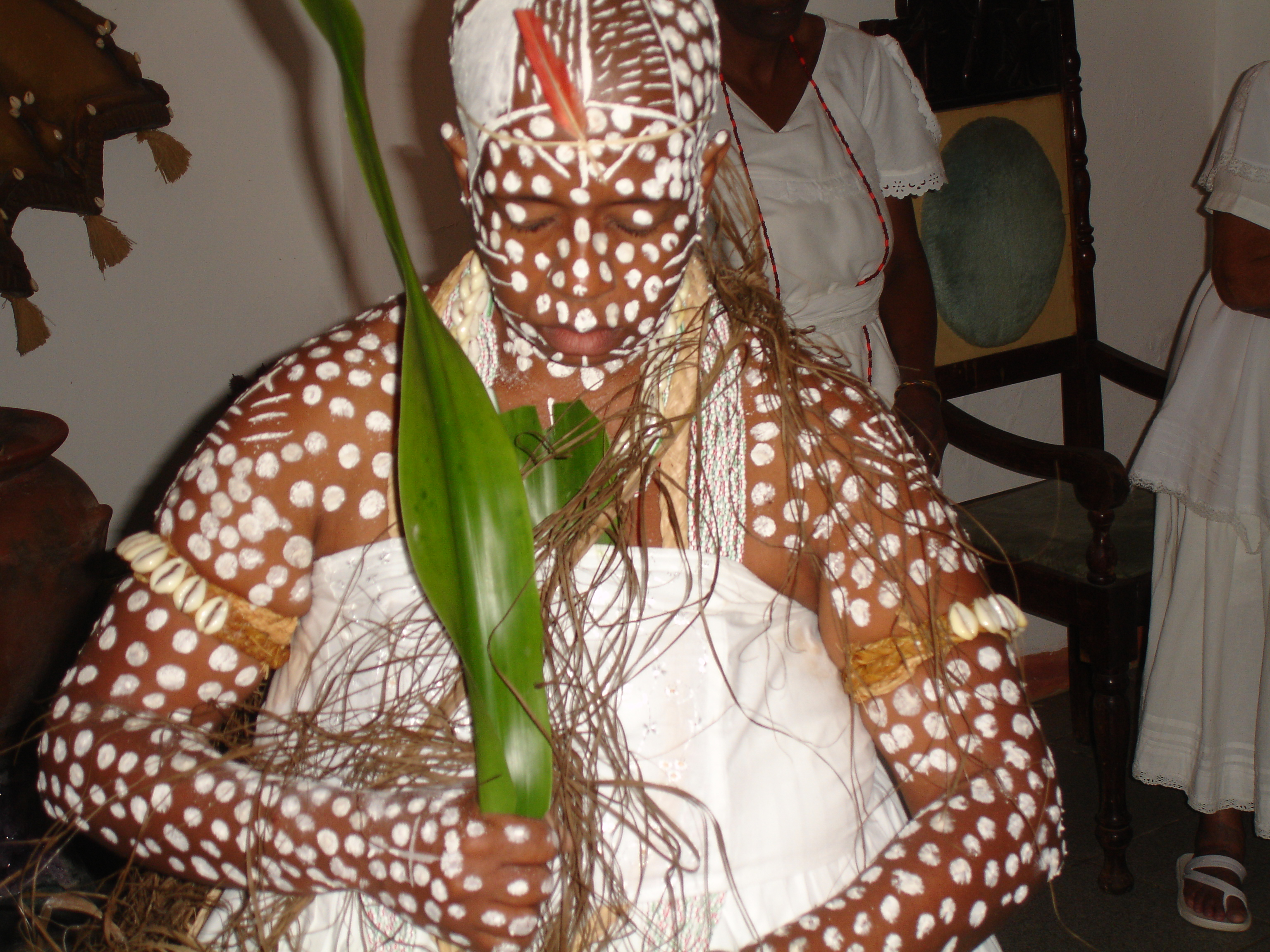
Initiatie-ritueel in candomblé

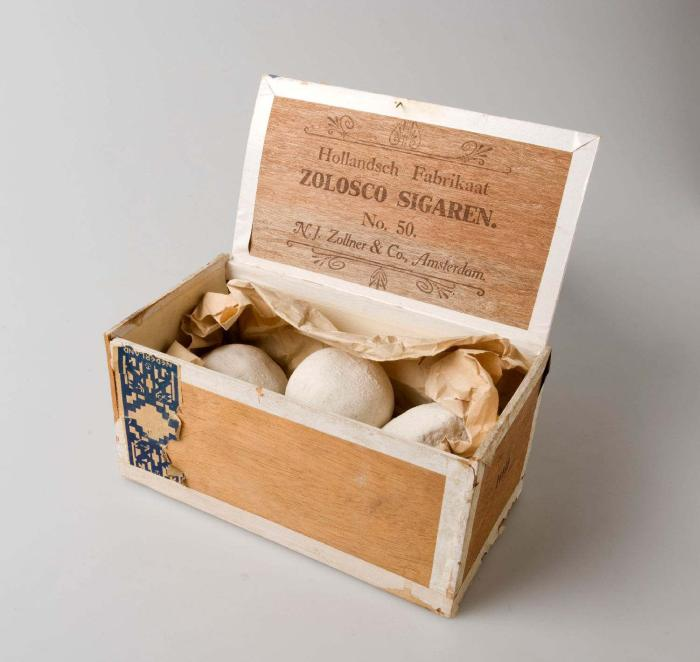
Pijpaarde

Candomblé is een religieuze beweging in Zuid-Amerika, met name in Brazilië, ontstaan in de tijd van de slavernij. Het heeft elementen van de katholieke eredienst en als basis de traditionele Afrikaanse religie van onder andere voorouderverering.
Het voornaamste kenmerk is het geloof in een andere, parallelle wereld van geesten (spiritisme) en het maken van contact daarmee door zang, dans, muziek en offerandes. Het contact vindt plaats doordat een geest bezit neemt van een van de aanwezigen bij de ceremonie. Het lichaam van de mens wordt binnen de Candomblé gezien als een voertuig voor geesten. Elk levend lichaam heeft al een geest als eigenaar, maar het is voor sommige deelnemers aan de Candomblé mogelijk om tijdens de Candomblé ook als gastheer op te treden voor een andere geest. Het is een eer als men bijvoorbeeld mag dienen als gastheer voor een machtige voorouder. Een specifieke voorouder of machtige godheid wordt gelokt door bepaalde muziek, fruit, bloemen of andere attributen.
Binnen de beweging van de Candomblé geldt onder de deelnemers een hiërarchie van ingewijden. Een ingewijde herkent, door het gedrag van degene die bezeten is, wat voor geest bezit genomen heeft van een deelnemer. Binnen de geestenwereld is namelijk sprake van een diversiteit van verschillende geesten: van laag allooi tot heilig en held.
Beoefenaars van de Candomblé kunnen een gidsende geest in huis krijgen via bemiddeling van een ingewijde: een zogenaamde Gypsie. Deze personen moeten dan wel aan bepaalde voorwaarden van ingewijd-zijn voldoen. Een Gypsie voorziet zijn of haar gastheer van raad en adviezen via bijvoorbeeld tarotkaarten of het werpen van steentjes.

## Verwante onderwerpen
- Voodoo
- Vodou (Haïti)
- Santería (Cuba)
- Winti (Suriname)
- Ifa-orakel
- Afoxé
- Slavernij in Brazilië

## Afbeeldingen

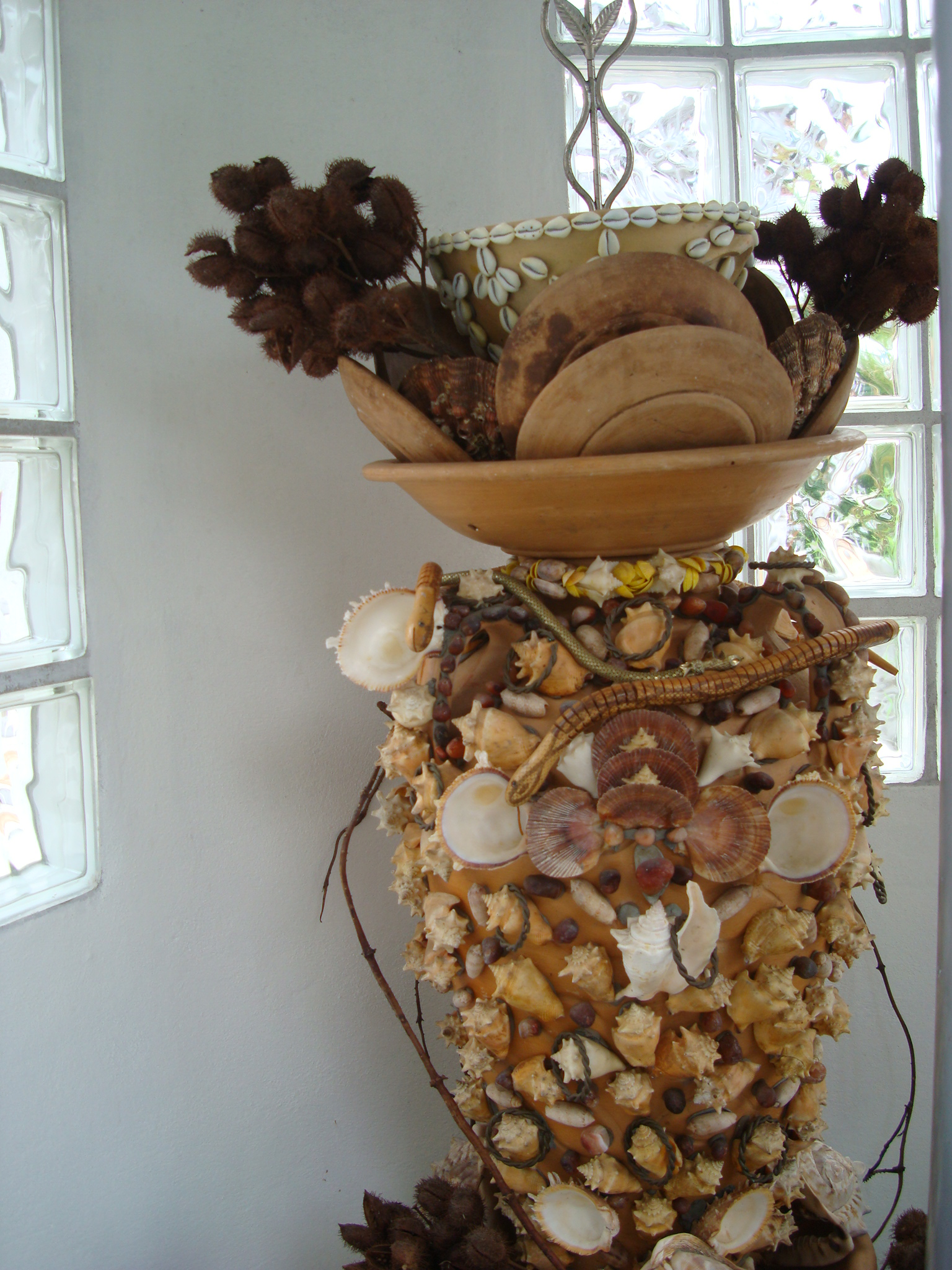
Offer aan Oximare (een orisha)
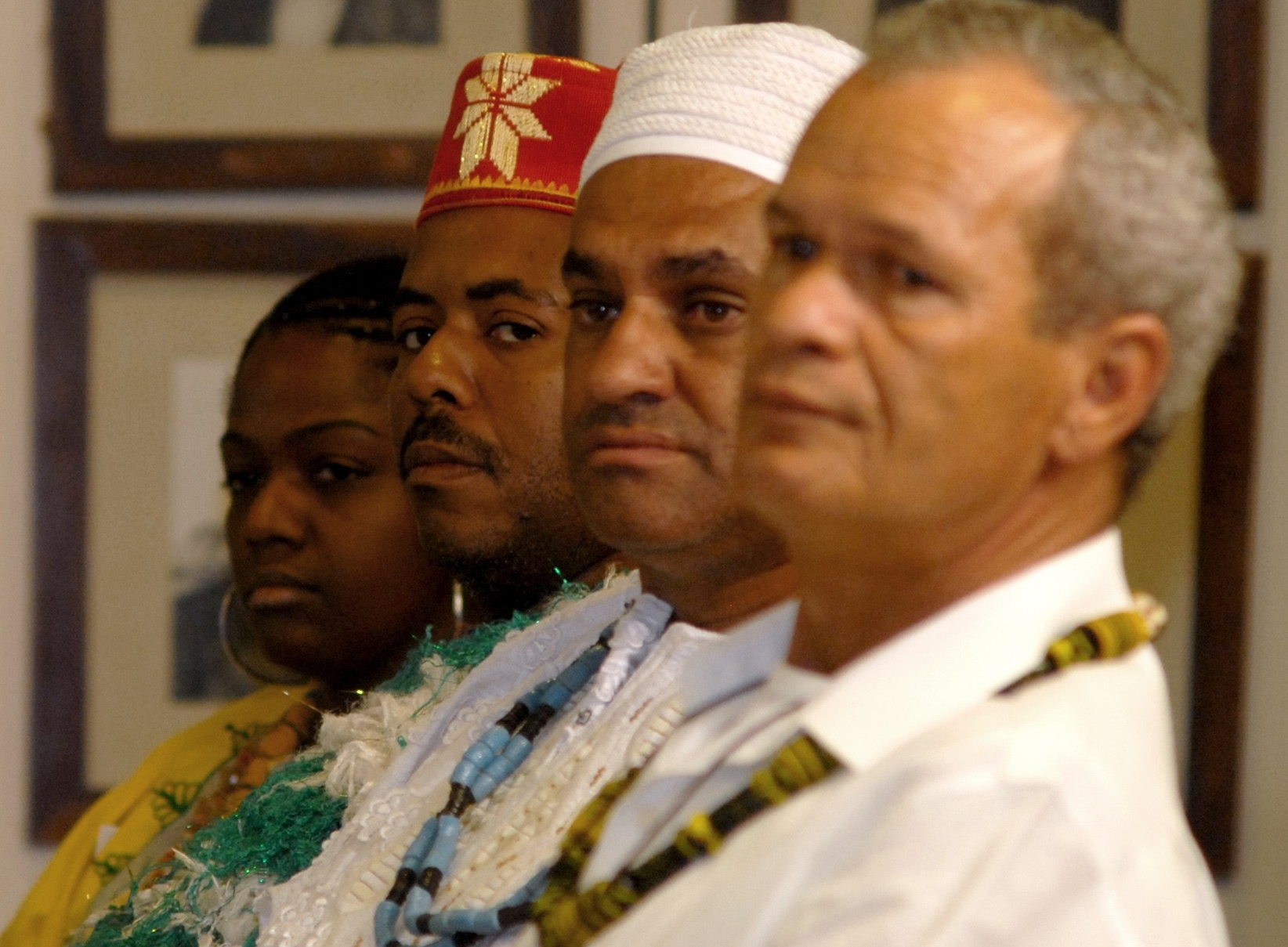
De religieuze leiders van camdomblé (Sandra Cruz, Wanderlei Ribeiro, Ribamar Fernandes en Francisco Alves da Silva) nemen deel aan de ceremonie van vestiging van de Nationale Dag van de strijd tegen religieuze onverdraagzaamheid, 21 januari 2008
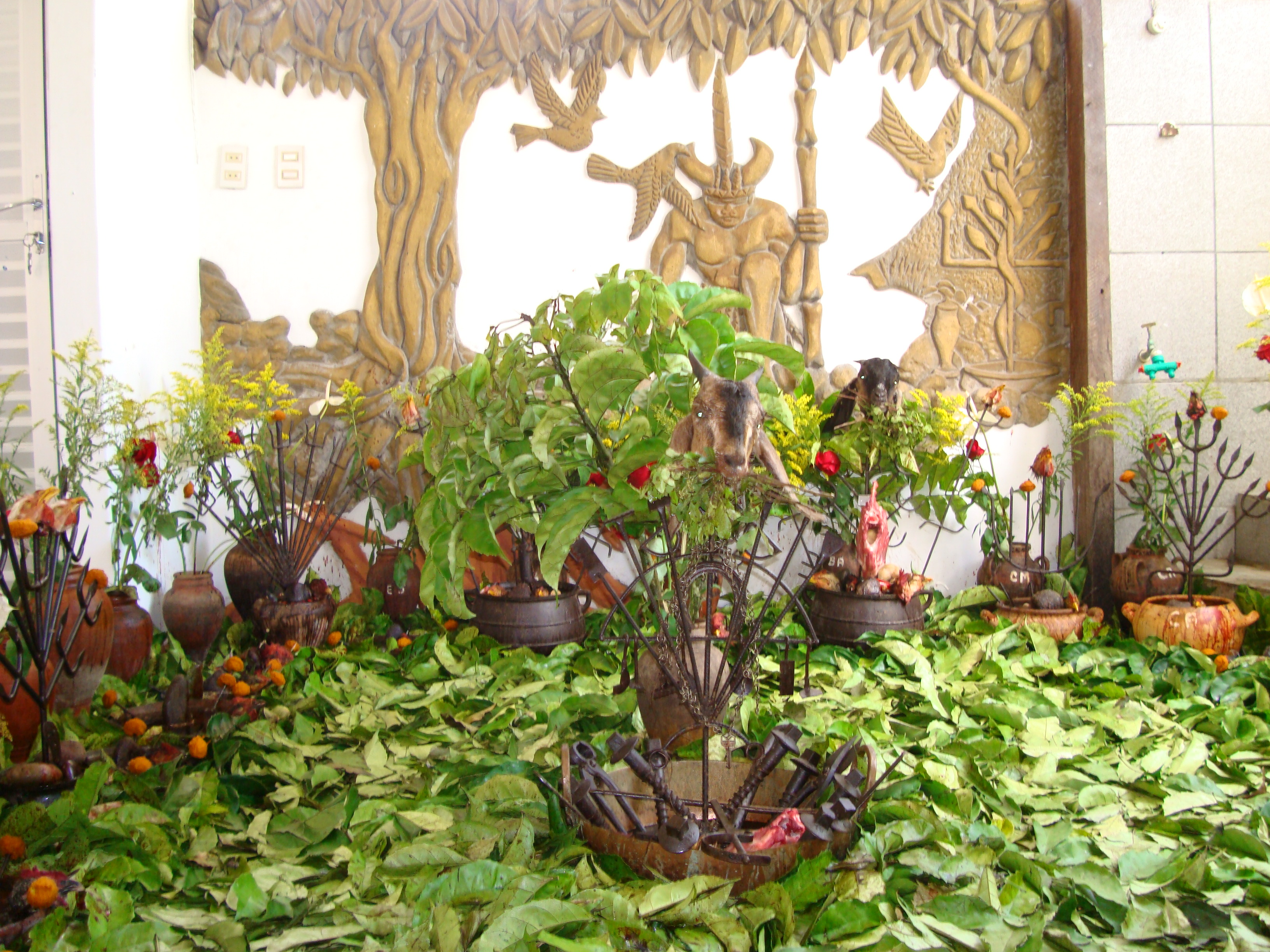
Offer aan Exu
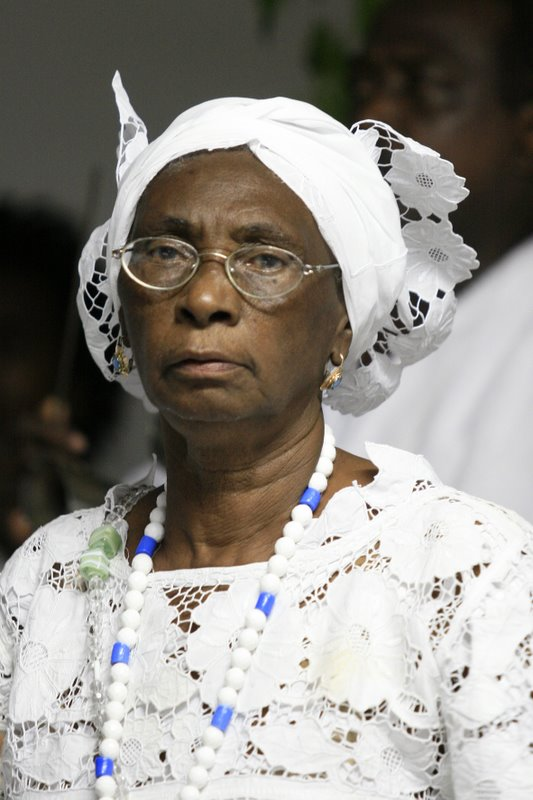
Foto van Mãe Xagui no Olubajé do Ilê Jitolu, priesteres van candomblé in Salvador, Bahia, Brazilië.
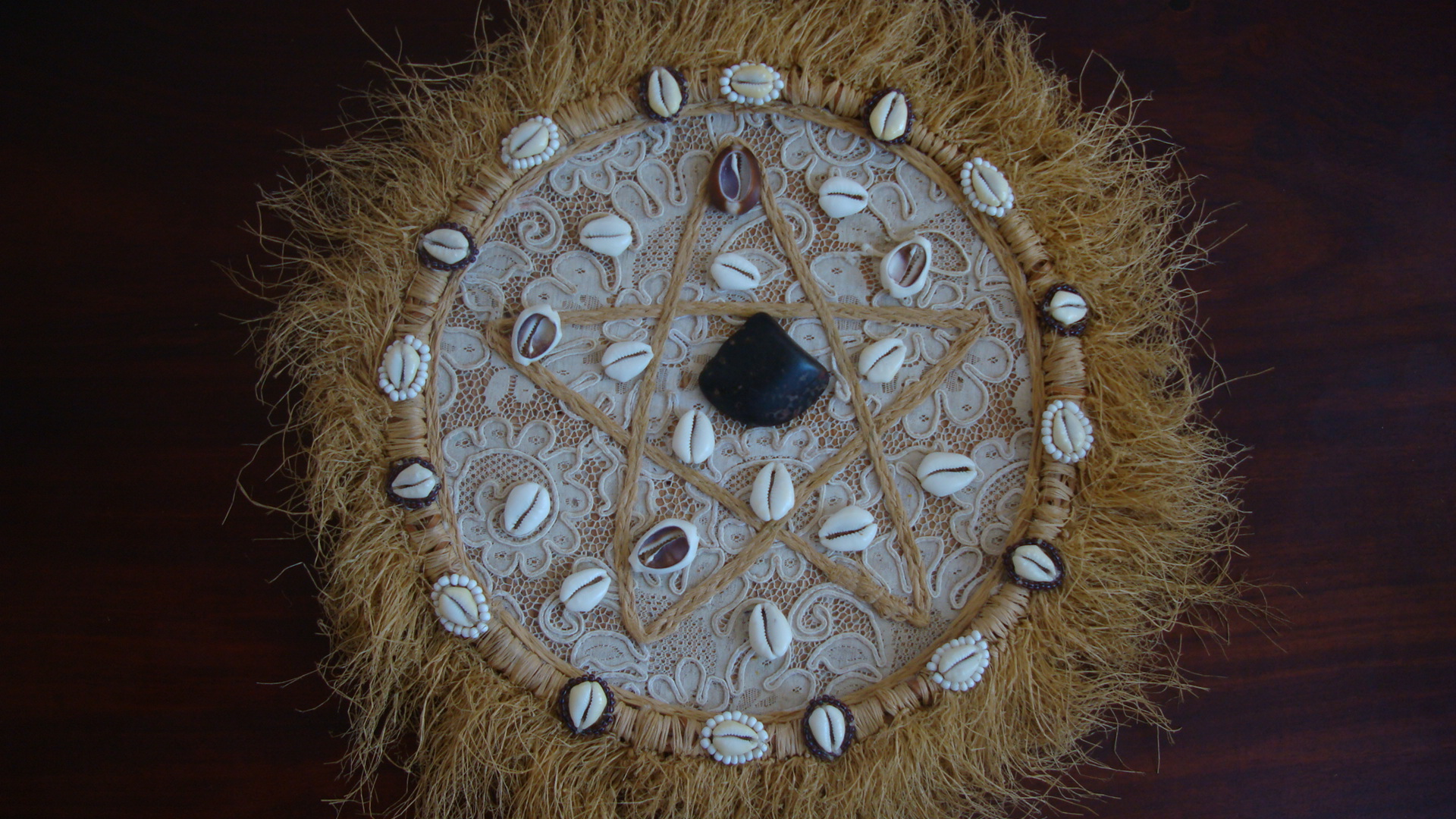
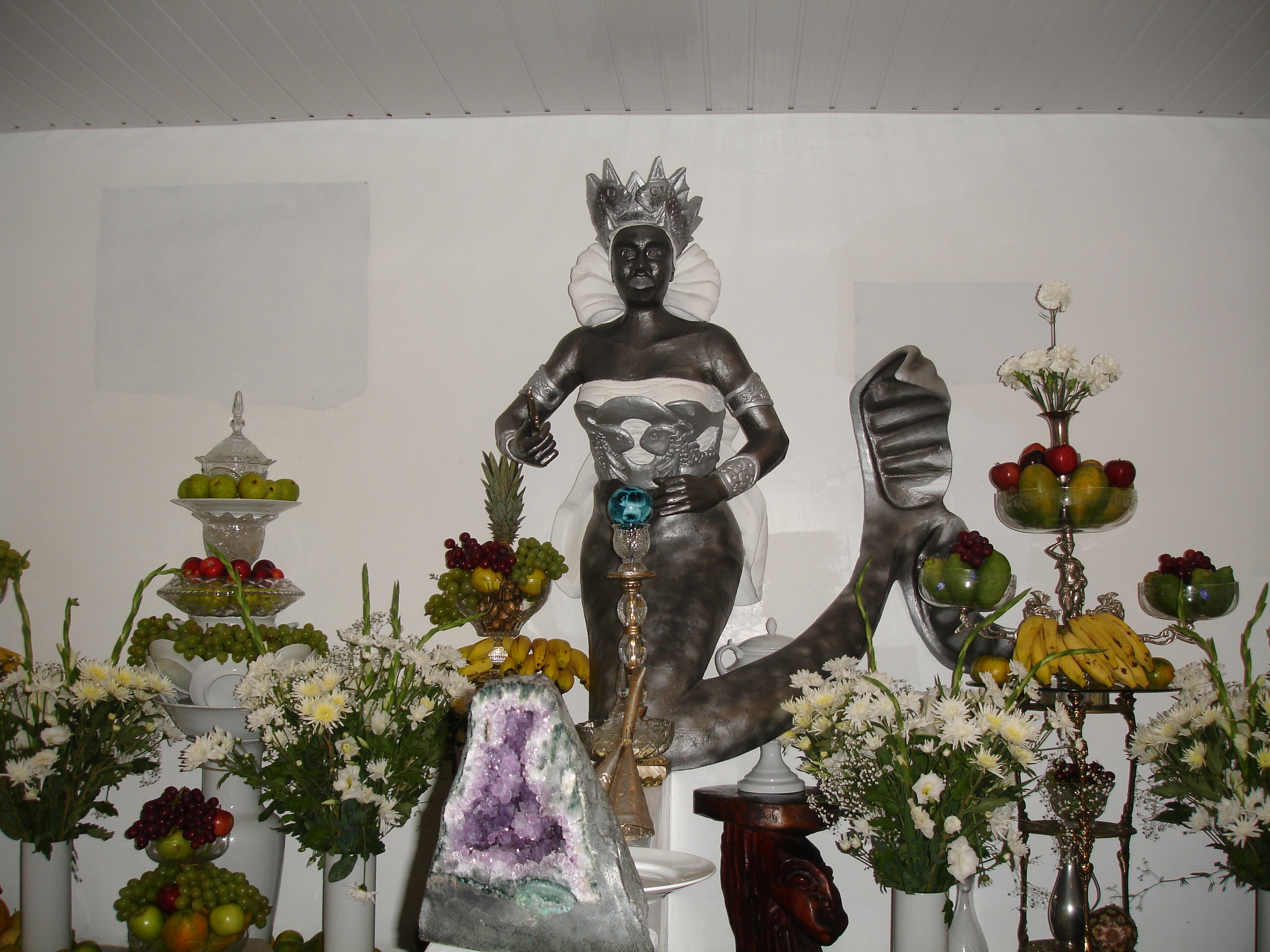
Offer voor Yemayá (ook wel Mama Wata)
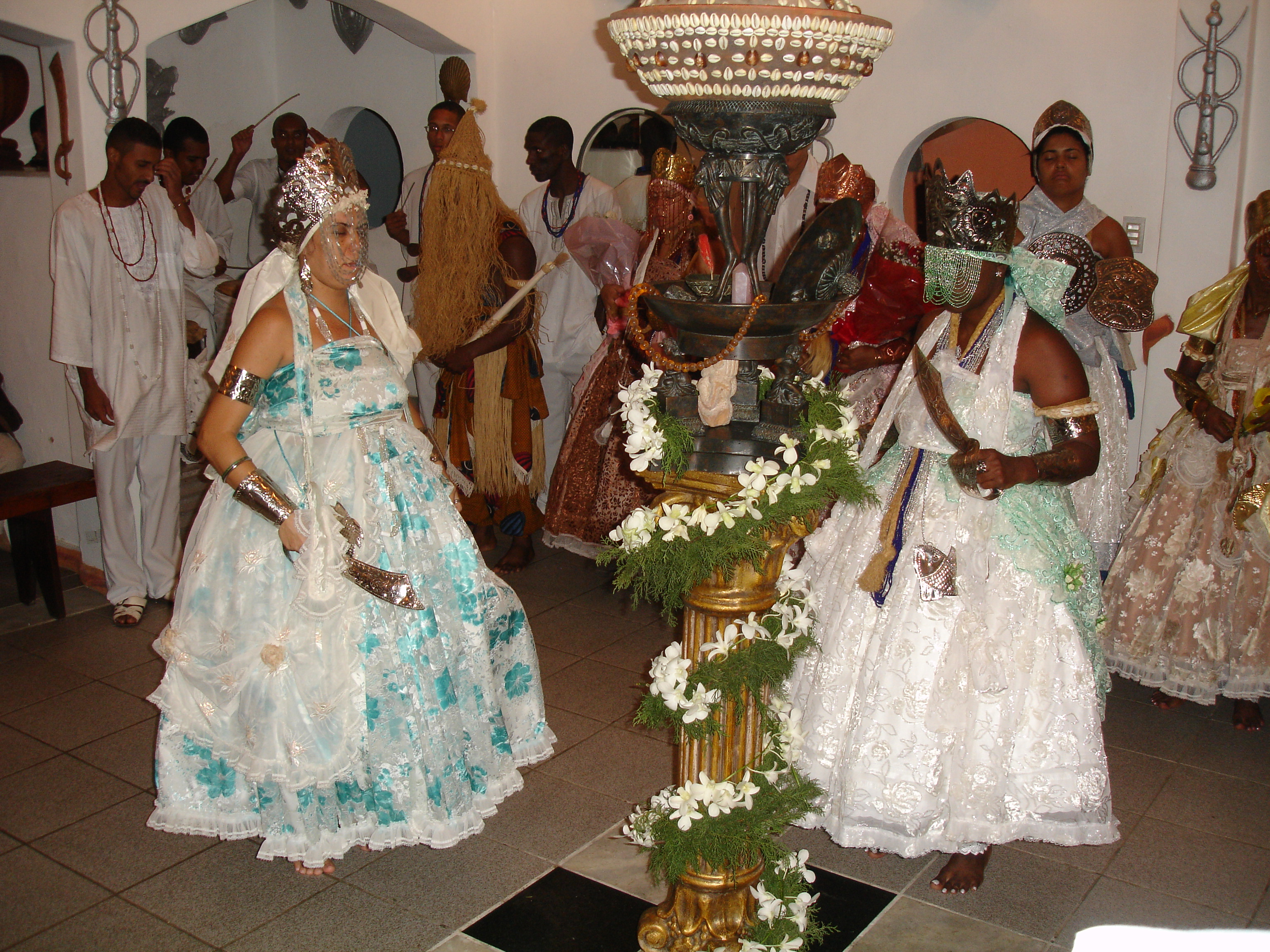
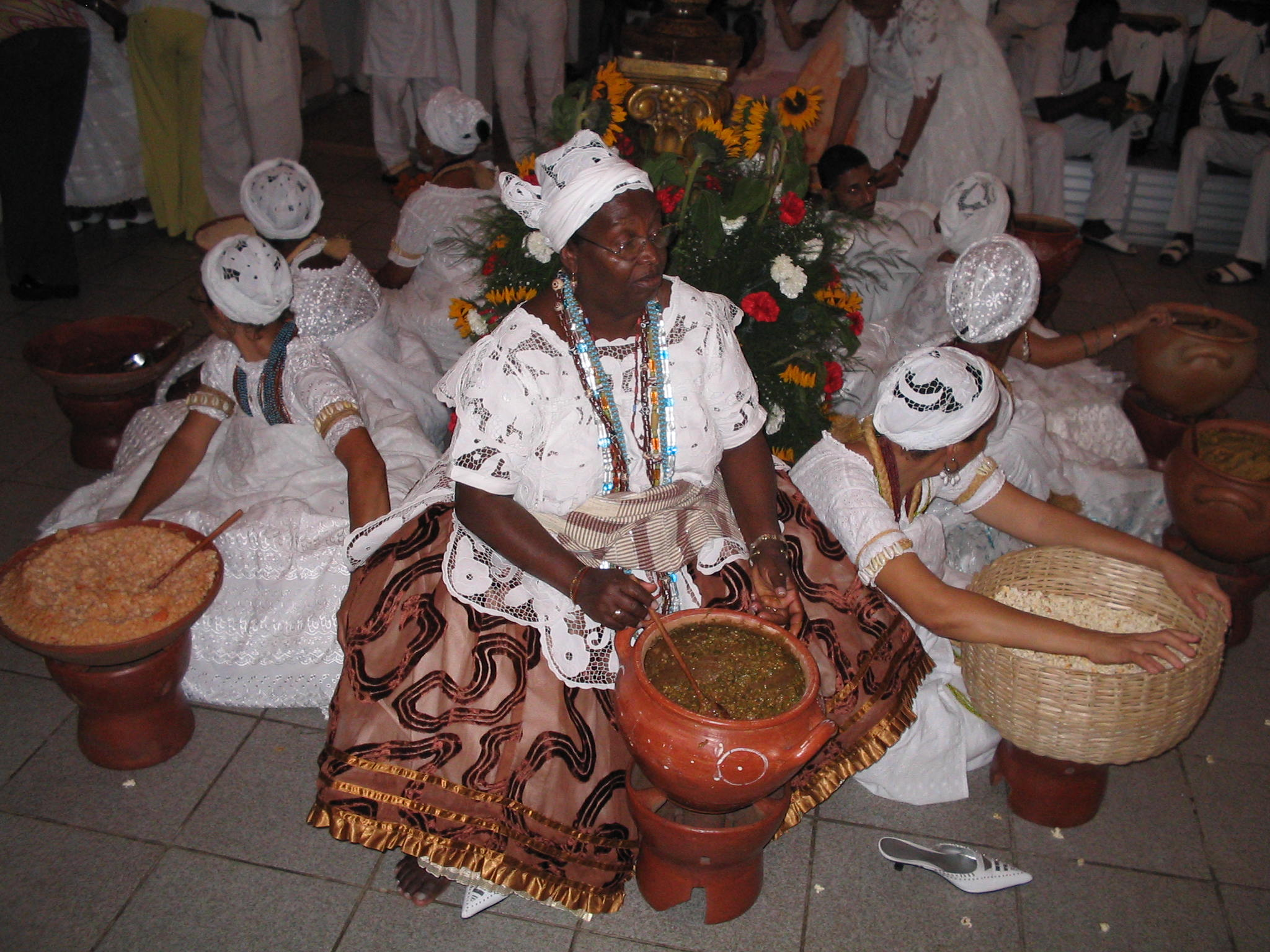
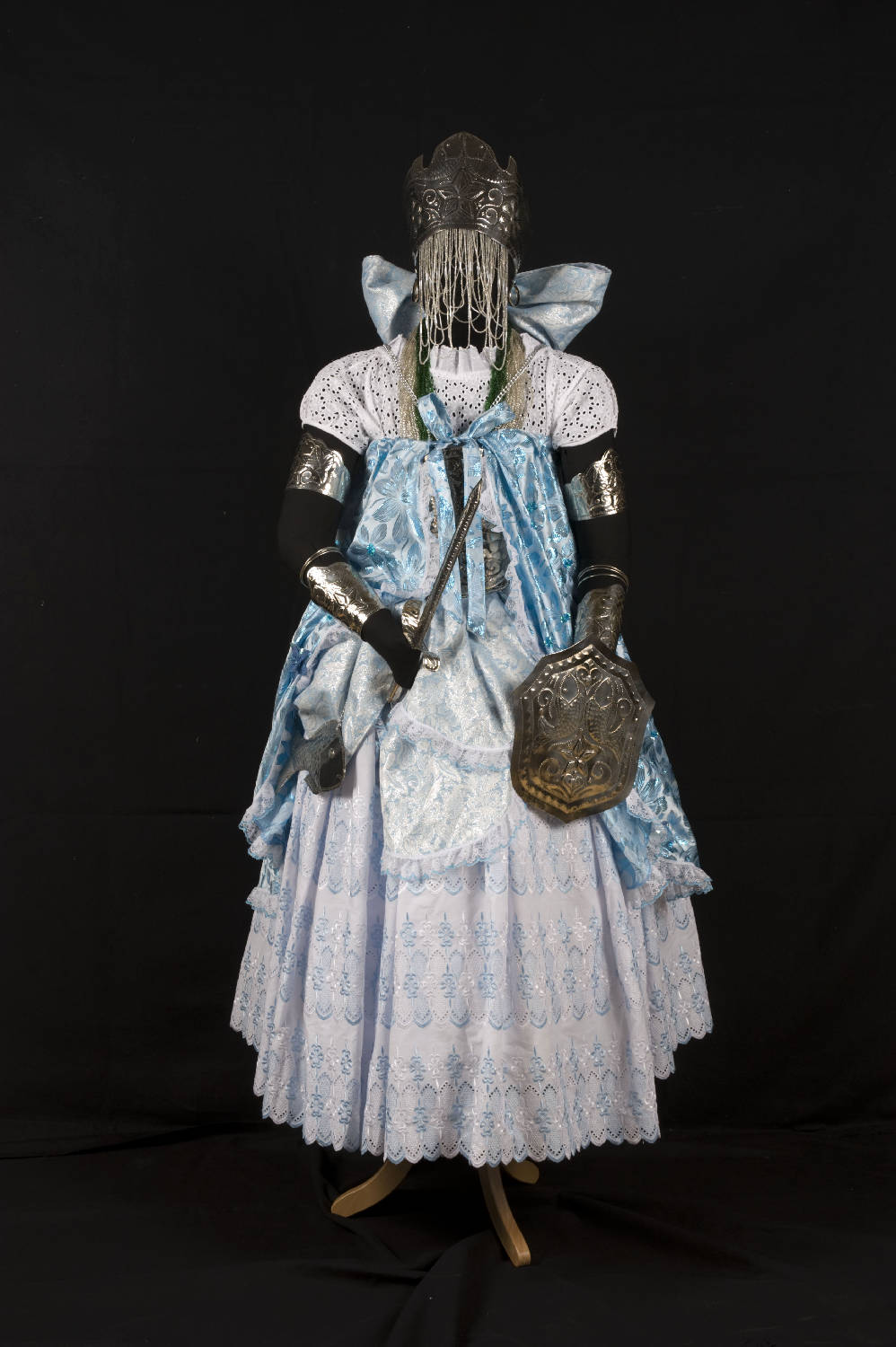
Wikkeldoek, onderdeel van een candomblé kostuum voor de godin Iemanjá